# 龙陵战役
龙陵战役，是抗日战争中1944年滇西缅北战役中的一个要塞争夺战。是整个滇西缅北战役中，中国军队歼灭日军最多的战役 本次战役主要由宋希濂指挥。

## 背景
龙陵县北接腾冲、西控芒市，是滇西地区重要的交通枢纽。1942年日军入侵滇西地區后，修筑了一个防御体系。是日军重兵集结的地点。
在中國遠征軍分路進擊松山、騰沖的同時，負責右翼攻擊任務的第11集團軍即從第2軍和第71軍中抽出精銳部隊，共同組成突擊隊，繞過松山側翼直插龍陵，於6月6日兵分三路向駐守龍陵縣城一線的日軍發起了猛烈進攻，經過兩個晝夜的激戰，截斷了龍陵與芒市之間的公路聯繫，並肅清了龍陵城外大部分據點中的據守之敵。

## 經過
6月8日晨，第71軍87、88兩師主力部隊開始向日軍重兵防禦的龍陵東南郊敵陣進擊，力圖搶佔猛嶺坡，日軍也拚死搶奪被遠征軍攻佔的陣地，異常激烈的戰鬥打成了拉鋸戰，猛嶺坡陣地9次易主，第88師263團最終以團長傅碧人負重傷、全團士兵傷亡500多人爲代價，直到下午5時才將該陣地完全攻克。此後兩天中，遠征軍將士在猛嶺坡大捷的鼓舞下，分路向龍陵城外的日軍發起猛攻，87師攻克赧場、大壩、文筆坡和龍陵老城，克復龍陵以東的公路要點；88師攻克廣林坡、老東坡、風吹坡、三關坡；新33師攻克雲龍寺。
6月10日，龍陵城郊的所有高地都被遠征軍克復，三個師的士兵對城內日軍重重圍困，攻城在即，殘餘日軍只得退回到城內堅固工事中負隅頑抗。　 
在龍陵的核心據點即將失守時，週邊日軍立即組織大股力量增援，一心解龍陵之圍。6月13日，正當遠征軍著手攻打龍陵縣城之際，駐守騰沖的2000多名日軍南進馳援龍陵，駐守芒市的1000多名日軍也沿滇緬公路北上，駐守象滾塘的500多名日軍也急速東進龍陵，同遠征軍發生了激戰。在日軍精銳部隊大軍壓境的情況下，遠征軍第71軍主力部隊被敵軍從中截斷，腹背受敵的87師傷亡慘重、險遭覆沒。迫于情勢，遠征軍只得於16日退回到城郊一線，保存實力準備再戰，遠征軍首攻龍陵因此功敗垂成。
從6月16日夜起，駐守在龍陵縣城附近各據點中的5000多名日軍經常在坦克的掩護下，沿滇緬公路兩側向遠征軍發起突襲，雙方傷亡都十分慘重。7月13日，第71軍又集結了87師、88師、榮譽1師、新28師、新39師五個師的30000兵力，從東、北、南三面向龍陵縣城一帶的日軍據點發起第二次圍攻，再度佔領了赧場、長嶺崗、猛嶺坡、廣林坡、三關坡等日軍陣地，控制了龍陵至芒市、騰沖的公路。但因松山尚未克復，各類軍需物資無法通過滇緬公路運抵軍中，造成圍攻龍陵的部隊給養困難，且日軍爲了儘快打通芒市至龍陵的公路，向龍陵增派了第56師團、第2師團主力15000多人，向遠征軍發動了瘋狂反撲，在敵人炮火的猛烈攻擊下，駐守龍陵城外的新39師所剩官兵不到百人，新37師也遭受重創，其死守陣地的117團3營將士全部殉國，不少陣地重新陷落敵手。因將士傷亡慘重，遠征軍只得於9月10日再度退回到龍陵城北近10公里的赧場一帶堵擊，第二次進擊龍陵宣告失敗。
9月中旬，中國遠征軍收復松山和騰沖，左、右兩翼主力部隊相繼彙聚龍陵。8月22日，蔣介石將宋希濂調離龍陵到重慶受訓，宋說“蕭曾為武器分配與反攻部署等問題和我發生過爭執，加上他喜歡人送禮，我不買帳，遂挾嫌報復，偷偷將我的名字列入受訓名單”。宋希濂職務由副總司令黃傑將軍代理，遠征軍對圍攻龍陵的戰略進行了調整，一面進襲龍陵至芒市之間的交通陣地防止敵兵增援，一面集中了10個師的強大兵力，於10月29日向龍陵城區發動了第三次總攻。經過爲期5天的激烈戰鬥，終於在11月3日將據守龍陵的日軍大部殲滅，奪回了龍陵這個至關重要的戰略要塞。緊接其後，遠征軍派出第88師沿途追剿向芒市方向逃竄的殘敵，連續攻克團坡、張金坡、南天門、放馬橋一線的日軍陣地。
11月11日，中國遠征軍收復龍陵。

## 結果
克復龍陵後，日軍賴以盤踞滇西的強固陣地均被掃除，日軍被驅趕到了芒市一帶平地，自此再無險可守。根據日方資料，日軍第56師團與第2師團在滇西作戰期間(1944年4月29日至1945年1月26日)，共計死傷至少15,871人（其他參戰單位傷亡並未計算在內），其中第56師團傷亡14,271名（其中陣亡者8,390名，受傷者5,881名），第2師團傷亡約1,600名（陣亡與受傷各約800名，然該師團在1944年10月5日至1945年1月26日的傷亡不包括其中）。扣除松山與騰衝方面的死傷且加上其他單位的傷亡者，以及第2師團在1944年10月5日至1945年1月26日的傷亡，日軍在龍陵死傷約11,800名以上，其中第56師團轄下的步兵第146聯隊就死傷多達2,734名（單指作戰傷亡，疾病與失蹤不計算在內）。